# Ivan Radeljić
Ivan Radeljić (n. 14 septembrie 1980) este un fost fotbalist bosniac.

## Statistici
| Bosnia și Herțegovina | Bosnia și Herțegovina | Bosnia și Herțegovina |
| An                    | Meciuri               | Goluri                |
| --------------------- | --------------------- | --------------------- |
| 2007                  | 6                     | 0                     |
| 2008                  | 3                     | 0                     |
| 2009                  | 1                     | 0                     |
| Total                 | 10                    | 0                     |